# Eustala ingenua
Eustala ingenua là một loài nhện trong họ Araneidae.
Loài này thuộc chi Eustala. Eustala ingenua được Arthur Merton Chickering miêu tả năm 1955.